# Milutovac
Milutovac (cyr. Милутовац) – wieś w Serbii, w okręgu rasińskim, w gminie Trstenik. W 2011 roku liczyła 1592 mieszkańców.